# Clohars-Carnoët
Clohars-Carnoët är en kommun i departementet Finistère i regionen Bretagne i västra Frankrike. Kommunen ligger i kantonen Quimperlé som tillhör arrondissementet Quimper. År 2022 hade Clohars-Carnoët 4 701 invånare.

## Befolkningsutveckling
Antalet invånare i kommunen Clohars-Carnoët
Referens:INSEE